# ジョルジェ・ツクデアン
マリウス・ジョルジェ・ツクデアン（Marius George Țucudean ルーマニア語発音: [ˈmari.us ˈd͡ʒord͡ʒe t͡sukuˈde̯an]、1991年4月30日 - ）は、ルーマニア・アラド出身のサッカー選手。ルーマニア代表。ポジションはフォワード。

## クラブ経歴

### UTAアラド
FC UTAアラドでサッカー選手となった。2010年にリーガ1のFCディナモ・ブカレストに移籍したが、同年内はUTAアラドに期限付き移籍の形で残留した。

### ディナモ・ブカレスト

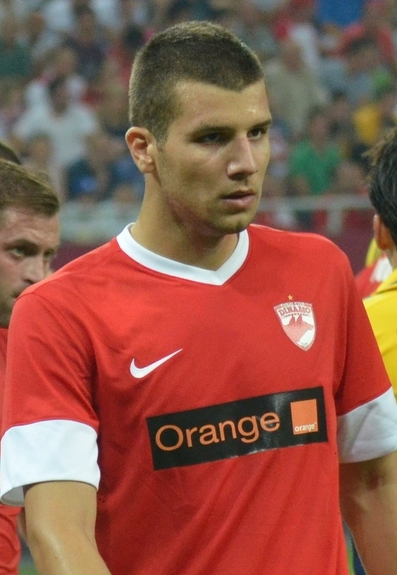
2012年、FCディナモ・ブカレスト時代

2011年4月1日にディナモ・ブカレストで初出場。2010-11シーズンは4月から出場したにも関わらず13試合4得点と活躍を見せた。翌シーズンは30試合4得点で、UEFAヨーロッパリーグでも初出場を記録した。
2012年7月14日のスーペルクパ・ロムニエイでは2得点、PK戦の末勝利を収めた。彼はこの試合でマン・オブ・ザ・マッチに輝いた。15日後のリーガ1開幕節では4得点1アシストと大活躍を見せた。

### スタンダール・リエージュ
2013年1月31日、4年半契約でジュピラー・プロ・リーグのスタンダール・リエージュに完全移籍。しかしリーグ戦11試合で無得点に終わったため、2013-14シーズンはディナモ・ブカレストに期限付き移籍に出された。

### チャールトン・アスレティック
2014年7月、フットボールリーグ・チャンピオンシップのチャールトン・アスレティックFCに3年契約で完全移籍。8月19日に移籍後初得点を記録。10月21日の試合でも1得点1アシストを記録した。
2015年1月28日にFCステアウア・ブカレストに買取オプション付きで期限付き移籍。2014-15シーズンはリーグ、クパ・ロムニエイ、クパ・リギーの三冠を達成した。
9月にチャールトン・アスレティックに復帰したが、翌年1月にASAトゥルグ・ムレシュに期限付き移籍に出された。2016年7月1日に契約解除。

### パンドゥリイ・トゥルグ・ジウ
2016年夏にCSパンドゥリイ・トゥルグ・ジウに加入した。

### ヴィトルル・コンスタンツァ
2017年3月22日にFCヴィトルル・コンスタンツァに移籍。

### CFRクルジュ
2018年1月8日にCFRクルジュに移籍、移籍金は明らかになっていない。2017-18シーズンはアルレム・グノエレとともに得点王に輝いた。
この活躍から11月末にはルーマニア年間最優秀サッカー選手賞にノミネートされ、12月21日にこれを受賞した。
2019年には心臓病のため、一時クラブを離れた。

## 代表経歴
年代別代表としてはU-17代表から選出された。
2017年10月8日に行われた2018 FIFAワールドカップ・ヨーロッパ予選グループEのデンマーク代表戦で代表初出場。2018年3月24日に行われたイスラエル代表との親善試合でアレクサンドル・ミトリツァのアシストを決めて代表初得点。

## 私生活
実家は資産家であり、8000万ユーロから1億ユーロほどの総資産を有しているのではないかと報じられている。父のマリウス・トゥクデアンも元サッカー選手であったが、ウォルフ・パーキンソン・ホワイト症候群と診断され27歳で引退した。